# Mubadala World Tennis Championship 2013
Il Mubadala World Tennis Championship 2013 è stato un torneo esibizione di tennis disputato su campi di cemento. È stata la 5ª edizione dell'evento, e si è svolta dal 27 al 29 dicembre 2012. Hanno partecipato sei giocatori fra i primi del mondo, con un montepremi in palio per il vincitore di 250.000 dollari. Il torneo si è tenuto all'Abu Dhabi International Tennis Complex di Zayed Sports City ad Abu Dhabi negli Emirati Arabi Uniti. È stato un torneo di preparazione all'ATP World Tour 2013.

## Partecipanti
1. Novak Đoković ATP No. 1
2. Andy Murray ATP No. 3
3. David Ferrer ATP No. 5
4. Tomáš Berdych ATP No. 6
5. Janko Tipsarević ATP No. 9
6. Nicolás Almagro ATP No. 11

- Le teste di serie sono basate sul ranking al 24 dicembre 2012.

## Campioni
Novak Đoković ha sconfitto in finale  Nicolás Almagro per 6(4)–7, 6-3, 6-4.